# 斯梅代雷沃要塞
斯梅代雷沃要塞是位於塞爾維亞城市斯梅代雷沃的一座中世紀時期的城堡，曾是塞爾維亞的臨時首都。城堡修建於1427年至1430年期間。在二戰期間，要塞受到嚴重損壞，現在已得到修復。雖然在二戰中受到損壞，斯梅代雷沃要塞仍是塞爾維亞保存最完好的中世紀要塞之一。2010年，斯梅代雷沃要塞被列入世界文化遺產的候選名單。